# 南広村
南広村（みなみびろむら）は、和歌山県有田郡にあった村。現在の広川町の西半（大字広・和田を除く）にあたる。

## 地理
- 海洋：紀伊水道（湯浅湾）
- 島嶼：苅藻島、鷹島
- 山岳：高城山、地蔵峰、明神山、雨司山
- 河川：広川、江上川

## 歴史
- 1889年（明治22年）4月1日 - 町村制の施行により、西広村・唐尾村・山本村・上中野村・南金屋村・殿村・井関村・河瀬村・柳瀬村・東中村・名島村の区域をもって発足。
- 1955年（昭和30年）4月1日 - 広町・津木村と合併して広川町が発足。同日南広村廃止。

## 交通

### 鉄道路線
村域を日本国有鉄道の紀勢西線（現・紀勢本線）が通過したが、駅は所在しなかった。現在は旧村域に広川ビーチ駅が所在するが、当時は未開業。

### 道路
- 国道170号（現・国道42号）